# قزل‌آلای خال‌دار
قزل‌آلای خال‌دار (نام علمی: Cynoscion nebulosus) نام یک گونه از سرده سست‌ماهی‌ها است.